# Álvaro López
Pour les articles homonymes, voir Álvaro et López.
Álvaro Gonzalo Lopez Parra, né le 4 novembre 1979 à Santiago (Chili), est le chanteur et guitariste du groupe Los Bunkers, dont fait aussi partie son frère cadet Gonzalo López.  Il est actuellement le chanteur du groupe "López", un projet qu'il intègre également avec son frère Gonzalo. Il est membre du jury dans le programme à succès "The Voice Chili".

## Biographie
Le groupe chilien Los Bunkers a été actif pendant une quinzaine d'années jusqu'à leur séparation en 2014 ; à cette époque, ils ont sorti sept albums studio et se sont imposés comme l'un des groupes latino-américains les meilleurs et les plus influents des dernières décennies. Sa base était constituée de deux paires de frères, Francisco et Mauricio Durán et Álvaro et Gonzalo López.